# Hans Conrad Escher vom Luchs senior
Hans Conrad Escher vom Luchs senior (Zürich, 7 april 1743 - Zürich, 8 januari 1814), was een Zwitsers politicus.
Hans Conrad Escher stamde uit het patriciërgeslacht Escher. Hij ontving privé-onderwijs van dominee Hans Rudolf Freytag van de St. Petruskerk. In 1763 ondernam hij een lange reis en bezocht Duitsland, Frankrijk, Italië en de Nederlanden. Van 1778 tot 1898 was hij lid van de Grote Raad (kantonsparlement) van Zürich voor schoenmakersgilde. In 1784 werd hij lid van het bestuur van de overkoepelende raad van de gildes en van 1794 tot 1798 was hij gildemeester van de overkoepelende raad van gildes. Van 1794 tot 1798 was hij tevens lid van de Kleine Raad (bestuur) van de stad Zürich.
Hans Conrad Escher was van 1784 tot 1798 om de twee jaar Obervogt (voogd) van Regensberg, in 1795 werd hij Obervogt van Erlenbach, in 1796 Obervogt van Stäfa en in 1798 werd hij oorlogscommissaris van het kanton Zürich. Van 1803 tot 1814 was hij lid van de administratie van het bureau van de vertrouwensman van Zürich.
Hans Conrad Escher werd in 1803 tot stadspresident van Zürich (dat wil zeggen burgemeester) gekozen. Dit ambt was indertijd nieuw. Voor die tijd bestuurde de Amtsbürgermeister zowel de stad Zürich als het kanton Zürich.
Hans Conrad Escher was van 1777 tot 1795 voorzitter van het Wiskundig-Militair-Genootschap.